# Associazione Calcio Siena 1951-1952
Questa voce raccoglie le informazioni riguardanti l'Associazione Calcio Siena nelle competizioni ufficiali della stagione 1951-1952.

## Rosa
| N. |                   | Ruolo | Calciatore         |
| -- | ----------------- | ----- | ------------------ |
|    | Italia (bandiera) | C     | Celeste Berto      |
|    | Italia (bandiera) | C     | Dario Bertolini    |
|    | Italia (bandiera) | C     | Fermino Cassin     |
|    | Italia (bandiera) | A     | Walter Davoli      |
|    | Italia (bandiera) | P     | Saverio Di Pietro  |
|    | Italia (bandiera) |       | Giancarlo Gasparri |
|    | Italia (bandiera) | P     | Azelio Gervasi     |
|    | Italia (bandiera) | C     | Alvaro Giovannelli |
|    | Italia (bandiera) | D     | Pietro Gnesin      |

| N. |                       | Ruolo | Calciatore         |
| -- | --------------------- | ----- | ------------------ |
|    | Jugoslavia (bandiera) | A     | Riza Lushta        |
|    | Italia (bandiera)     | A     | Cornelio Marchetto |
|    | Italia (bandiera)     | C     | Italo Paci         |
|    | Italia (bandiera)     | A     | Marco Piacentini   |
|    | Italia (bandiera)     | D     | Rigoletto Puggelli |
|    | Italia (bandiera)     | A     | Alfredo Rossolini  |
|    | Italia (bandiera)     | A     | Armando Serlupini  |
|    | Italia (bandiera)     |       | Valerio Soldani    |
|    | Italia (bandiera)     | C     | Massimo Vicari     |